# Pagosa Springs
Pagosa Springs è un centro abitato (town) degli Stati Uniti d'America, capoluogo di contea della contea di Archuleta dello Stato del Colorado. Nel censimento del 2000 la popolazione era di 1.591 abitanti.

## Geografia fisica
Secondo i rilevamenti dell'United States Census Bureau, Pagosa Springs si estende su una superficie di 11,4 km².